# Pseudomysidia marchalli
Pseudomysidia marchalli är en insektsart som beskrevs av Broomfield 1985. Pseudomysidia marchalli ingår i släktet Pseudomysidia och familjen Derbidae. Inga underarter finns listade i Catalogue of Life.